# Pink Project
Pink Project is een Nederlandse Pink Floyd-tributeband.

## 1994-1998
Pink Project werd opgericht in 1994. Het project had toen nog slechts als doel (eenmalig) The Wall volledig live uit te voeren, op de manier zoals Pink Floyd dit zelf in 1980 ook had uitgevoerd (inclusief show en projecties). In 1994 telde het project 12 bandleden. Na ruim een jaar oefenen was het project klaar voor een unieke live-uitvoering van The Wall.
Na drie uitvoeringen van The Wall in het Korzo-theater in 1995 in Den Haag en wederom drie uitvoeringen in de Rijswijkse Schouwburg in Rijswijk in 1996 richtte het project zich op 'Dark Side of the Moon', dat met vele andere bekende nummers van Pink Floyd in 1998 op de markt in Delft live werd uitgevoerd met Jan Akkerman als gastmuzikant. Het project werd na dit optreden (tijdelijk) stopgezet, omdat een aantal bandleden van mening was dat dit hoogtepunt niet meer overtroffen kon worden, er onderling meningsverschillen waren over de toekomst van het project en andere bandleden iets anders wilden gaan doen of zich verder wilden concentreren op andere projecten of bands.

## 2001-heden
In 2001 ging het project verder met enkele leden van de oude bezetting en veel nieuwe bandleden. In 2004 werd besloten niet meer alleen jaarlijkse projecten te doen, maar een continue concertagenda op te zetten. Met behulp van een professionele boeker werden sindsdien 20 tot 35 optredens per jaar in het Nederlandse theatercircuit gedaan.
Onder meer door series optredens in het Omniversum in Den Haag, That's Live op BNN, Luxor en Ahoy in Rotterdam kreeg de groep steeds meer bekendheid in Nederland. Om de groei, organisatie en financiën beter op orde te houden, werd in 2006 de Stichting Pink Project opgericht. Het bestuur bestond toen uit de bandleden Ruud Verwijk, Michiel Cleij en Peter Chattelin. In 2008 werd Pink Project benaderd door Mojo theater, dat de theaterboekingen ging verzorgen. Daarmee nam  het aantal optredens flink toe en werden de theaters steeds groter en aansprekender.
In 2010 deed het project weer een complete live-uitvoering van The Wall ter ere van het 15-jarig bestaan van het project. De band treedt daarnaast nog regelmatig in theaters op door heel Nederland, waaronder de openluchttheaters Caprera in Bloemendaal, het Zuiderparktheater in Den Haag, het Luxor Theater in Rotterdam en het Omniversum in Den Haag. In september 2011 geeft Pink Project een avondvullende show in Ahoy.
Na The Wall in Delft en Ahoy in Rotterdam (beide concerten vastgelegd op dvd en blu-ray) ging het in een versnelling voor de band. In 2012 speelt Pink Project wederom in een uitverkocht Ahoy. De Floyd's Dark Sides show, waarbij onder andere het jubilerende The Dark Side of the Moon integraal werd gebracht.
Naast de grotere optredens liepen de theatertours steevast door. Zo werd een seizoen lang The Wall in de theaters gespeeld. Een jaar later werd dit aangepast naar The Wall Essentials en Animals. Voor de seizoenen daarna besloot de band om, naast de hits van Pink Floyd, ook de solowerken van David Gilmour en Roger Waters te integreren in de show. In 2015 heeft Pink Project de eer om als eerste band in de tuinen van het Vredespaleis op te treden. Dit ter ere van het 100-jarig bestaan van het Vredespaleis, in combinatie met het Global Peace One Day event.  
Naast de vaste Theatertour speelde de band het opvolgende jaar op grote festivals, zoals Haringrock in Katwijk, het jaarlijkse festival in Purmerend en Dolphin Rock.
In 2015 besloot de band eveneens weer te spelen in het Zuiderpark. Naast theater- en festivallocaties begon de band ook meer op te treden te geven in het clubcircuit, zoals onder andere in het Paard van Troje en de Boerderij, dit om ook aan de wens te voldoen voor de zogenaamde sta-concerten.
In 2016 heeft de band, samen met het 70 koppig Hofstad Jeugd orkest, een concert voor 2500 bezoekers verzorgd in het Wold Forum Theater.
Dit onder de naam "a Symphonic Tribute to Pink Floyd". Een deel van de opbrengst van deze show ging naar Stichting Warchild. 
In 2017 en 2019 speelde Pink Project wederom in Ahoy. Deze optredens zijn niet alleen muzikaal, maar ook qua opzet, met o.a. een cirkel-truss van 8 meter doorsnede, vergelijkbaar met de Pink Floyd shows die daar in de jaren zeventig plaatsvonden.
De Ahoy-show in 2019 stond, net als de theatertour, in het teken van diverse jubilea, 40 jaar The Wall, 25 jaar The Division Bell en het 25-jarig bestaan van Pink Project.
Vanaf seizoen 2019/20 werkt Pink Project samen met een nieuw impresariaat, AT Next. 
Tijdens de Corona-periode lag alles, dus ook de concerten van Pink Project, stil. Toen de restricties deels wegvielen speelde Pink Project, afhankelijk van de mogelijkheden, in aangepaste vorm. Na de Corona-periode in 2022 werden veel concerten ingehaald. Ook werd er naast de reguliere theatertour in oktober 2022 een aparte clubtour ingepland, waarbij de band de Pink Floyd albums Wish You Were Here en Animals integraal uitvoerde. Deze tour was uitermate succesvol en de band is door de organisatie Greenhouse Talent gevraagd om ook in 2023 een clubtour te verzorgen. 
Het was in 2021 vijftig jaar geleden dat Pink Floyd als eerste band in Ahoy optrad. Pink Project was, ter ere van dit feit, gevraagd om dit met een optreden in de gloednieuwe AHOY RTM Stage te vieren. Door Corona werd dit een jaar vertraagd, maar uiteindelijk sloot Pink Project 2022 af met een concert in de nieuwe Ahoy RTM Stage.
In 2021 startte Pink Project, in samenwerking met Greenhouse Talent, het Pink Project clubtour concept. De band speelt dan jaarlijks in de periode sept/okt, in de grotere popzalen in Nederland. De eerste clubtour in de herfst 2022, met een integrale uitvoering van de albums Wish You Were Here/Animals. In 2023 i.h.k.v. het 50 jarig bestaan The Dark Side of The Moon & Earlier Works, in 2024 gevolgd door The Dark Side of the Moon & Later Works. 
In het theaterseizoen 2024/25 treedt Pink Project op met "The Story of Floyd". Dit is een live documentaire waarbij Erik de Zwart het verhaal vertelt van Pink Floyd. Met filmbeelden en projecties wordt het verhaal gevisualiseerd.

## Bandleden

### Huidige bezetting
- Jaco van der Steen (zang, gitaar)
- Ruud Verwijk (gitaar, zang)
- Hans Hendrik (gitaar)
- Giovanni Pepe (toetsen)
- Jason Waasdorp (basgitaar)
- Arjan van Iperen (drums)
- Konstantin Iliev (saxofoon, toetsen)
- Jacqueline van der Heiden (zang)
- Merle van der Steen (zang)